# Imsterbergstraße
De Imsterbergstraße (L248) is een 5,87 kilometer lange Landesstraße (lokale weg) in het district Imst in de Oostenrijkse deelstaat Tirol. De weg is een zijweg van de Brennbichlstraße (L61) en zorgt voor een verbinding vanaf deze weg met Imsterberg (879 m.ü.A.). De weg loopt net ten zuiden van Brennbichl eerst in westelijke richting door het industriegebied ten zuiden van Imst en heeft daar aansluiting op de Inntal Autobahn. Daarna kruist de weg deze snelweg en steekt de rivier de Inn over om daar langs Imsterau en het treinstation Imsterberg aan de Arlbergspoorlijn naar het dorp Imsterberg te lopen. Het beheer van de straat valt onder de Straßenmeisterei Imst.